# La Salvetat-Peyralès
La Salvetat-Peyralès é uma comuna francesa na região administrativa de Occitânia, no departamento de Aveyron. Estende-se por uma área de 54,24 km². Em 2010 a comuna tinha 995 habitantes (densidade: 18,3 hab./km²).